# Omloop Het Nieuwsblad 2017
De 72e editie van de wielerwedstrijd Omloop Het Nieuwsblad vond plaats op 25 februari 2017. De start en finish was in Gent. De wedstrijd maakte deel uit van de UCI World Tour 2017. Greg Van Avermaet prolongeerde zijn titel.

## Deelnemende ploegen
De Omloop Het Nieuwsblad was onderdeel van de UCI World Tour, maar World Tour-ploegen hadden er startrecht, geen startplicht. Movistar, UAE Abu Dhabi en Team Dimension Data verkozen niet deel te nemen.
| WorldTour                          | ProContinentaal              |
| ---------------------------------- | ---------------------------- |
| AG2R La Mondiale                   | Wanty-Groupe Gobert          |
| Astana Pro Team                    | Sport Vlaanderen-Baloise     |
| Bahrein-Merida Pro Cycling Team    | Veranda's Willems-Crelan     |
| BMC Racing Team                    | WB Veranclassic-Aqua Protect |
| BORA-hansgrohe                     | Direct Énergie               |
| Cannondale-Drapac Pro Cycling Team | Cofidis, Solutions Crédits   |
| FDJ                                | Fortuneo-Vital Concept       |
| Lotto Soudal                       | Roompot-Nederlandse Loterij  |
| Orica-Scott                        | Israël Cycling Academy       |
| Quick-Step Floors                  | Aqua Blue Sport              |
| Team Katjoesja Alpecin             |                              |
| Team LottoNL-Jumbo                 |                              |
| Team Sky                           |                              |
| Team Sunweb                        |                              |
| Trek-Segafredo                     |                              |

## Uitslag
| Plaats  | Naam              | Ploeg             | Tijd     |
| ------- | ----------------- | ----------------- | -------- |
| Winnaar | Greg Van Avermaet | BMC Racing Team   | 4u48'04" |
| 2       | Peter Sagan       | BORA-hansgrohe    | z.t.     |
| 3       | Sep Vanmarcke     | Cannondale-Drapac | z.t.     |
| 4       | Fabio Felline     | Trek-Segafredo    | + 45"    |
| 5       | Oscar Gatto       | Astana Pro Team   | + 52"    |
| 6       | Luke Rowe         | Team Sky          | z.t.     |
| 7       | Oliver Naesen     | AG2R La Mondiale  | z.t.     |
| 8       | Jasper Stuyven    | Trek-Segafredo    | z.t.     |
| 9       | Matteo Trentin    | Quick-Step Floors | + 56"    |
| 10      | Adrien Petit      | Direct Énergie    | + 58"    |
|         |                   |                   |          |
| 12      | Mike Teunissen    | Team Sunweb       | z.t.     |

## Vrouwen
De wedstrijd was bij de vrouwen aan zijn 12e editie toe. De overwinning ging naar de Nederlandse Lucinda Brand, die haar goede vorm van het veldritseizoen wist te behouden. Zij demarreerde uit een kopgroep van zes en wist vooruit te blijven tot aan de finish. Chantal Blaak won de sprint voor de tweede plaats voor Annemiek van Vleuten, waardoor er drie Nederlanders op het podium stonden.

## Deelnemende ploegen
Aan deze editie namen 22 UCI-teams, vier clubteams en de Duitse nationale selectie deel. Doordat Astana Women's Team op het laatste moment toch niet deelnam, kon Lointek alsnog deelnemen.
| UCI-teams              | UCI-teams                          | Clubteams                      |
| ---------------------- | ---------------------------------- | ------------------------------ |
| Boels Dolmans          | Colavita-Bianchi                   | Keukens Redant Cycling Team    |
| Lotto Soudal Ladies    | Cylance Pro Cycling                | De Sprinters Malderen          |
| Sport Vlaanderen-Etixx | Drops Cycling Team                 | Isorex Cycling Team            |
| Lensworld-Kuota        | FDJ Nouvelle-Aquitaine Futuroscope | Autoglass Wetteren-Group Solar |
| Lares-Waowdeals        | Hitec Products                     | Duitsland (nationale selectie) |
| Wiggle High5           | Lointek                            |                                |
| Alé Cipollini          | WM3 Energie                        |                                |
| Astana                 | Orica-Scott                        |                                |
| Bepink Cogeas          | Parkhotel Valkenburg-Destil        |                                |
| Bizkaia-Durango        | Team VéloCONCEPT                   |                                |
| Canyon-SRAM            | Team Sunweb                        |                                |
| Cervélo-Bigla          |                                    |                                |

### Uitslag
| Plaats  | Naam                 | Ploeg                              | Tijd     |
| ------- | -------------------- | ---------------------------------- | -------- |
| Winnaar | Lucinda Brand        | Team Sunweb                        | 3u19'58" |
| 2       | Chantal Blaak        | Boels Dolmans                      | + 15"    |
| 3       | Annemiek van Vleuten | Orica-Scott                        | z.t.     |
| 4       | Ellen van Dijk       | Team Sunweb                        | z.t.     |
| 5       | Elisa Longo Borghini | Wiggle High5                       | z.t.     |
| 6       | Amanda Spratt        | Orica-Scott                        | + 28"    |
| 7       | Jolien D'Hoore       | Wiggle High5                       | + 1'47"  |
| 8       | Sheyla Gutiérrez     | Cylance Pro Cycling                | z.t.     |
| 9       | Danielle King        | Cylance Pro Cycling                | z.t.     |
| 10      | Gracie Elvin         | Orica-Scott                        | z.t.     |
| 11      | Lotte Kopecky        | Lotto Soudal Ladies                | z.t.     |
| 12      | Katarzyna Niewiadoma | WM3 Pro Cycling                    | z.t.     |
| 13      | Elena Cecchini       | Canyon-SRAM                        | z.t.     |
| 14      | Ann-Sophie Duyck     | Drops Cycling Team                 | z.t.     |
| 15      | Alena Amialiusik     | Canyon-SRAM                        | + 2'00"  |
| 16      | Lisa Brennauer       | Canyon-SRAM                        | z.t.     |
| 17      | Roxane Fournier      | FDJ Nouvelle-Aquitaine Futuroscope | + 2'37"  |
| 18      | Lotta Lepistö        | Cervélo-Bigla                      | z.t.     |
| 19      | Christina Siggaard   | Team VéloCONCEPT                   | z.t.     |
| 20      | Sofie De Vuyst       | Lares-Waowdeals                    | z.t.     |

1945 · 1946 · 1947 · 1948 · 1949 · 1950 · 1951 · 1952 · 1953 · 1954 · 1955 · 1956 · 1957 · 1958 · 1959 · 1960 · 1961 · 1962 · 1963 · 1964 · 1965 · 1966 · 1967 · 1968 · 1969 · 1970 · 1971 · 1972 · 1973 · 1974 · 1975 · 1976 · 1977 · 1978 · 1979 · 1980 · 1981 · 1982 · 1983 · 1984 · 1985 · 1986 · 1987 · 1988 · 1989 · 1990 · 1991 · 1992 · 1993 · 1994 · 1995 · 1996 · 1997 · 1998 · 1999 · 2000 · 2001 · 2002 · 2003 · 2004 · 2005 · 2006 · 2007 · 2008 · 2009 · 2010 · 2011 · 2012 · 2013 · 2014 · 2015 · 2016 · 2017 · 2018 · 2019 · 2020 · 2021 · 2022 · 2023 · 2024 · 2025
 Tour Down Under ·
 Great Ocean Road Race ·
 Abu Dhabi Tour ·
 Omloop Het Nieuwsblad ·
 Strade Bianche ·
 Parijs-Nice · 
 Tirreno-Adriatico · 
 Milaan-San Remo ·
 Ronde van Catalonië ·
 Dwars door Vlaanderen ·
 E3 Harelbeke ·
 Gent-Wevelgem ·
 Ronde van Vlaanderen ·
 Ronde van Baskenland ·
 Parijs-Roubaix ·
 Amstel Gold Race ·
 Waalse Pijl ·
 Luik-Bastenaken-Luik ·
 Ronde van Romandië ·
 Rund um den Finanzplatz Eschborn-Frankfurt ·
 Ronde van Italië ·
 Ronde van Californië ·
 Critérium du Dauphiné ·
 Ronde van Zwitserland ·
 Ronde van Frankrijk ·
 Clásica San Sebastián ·
 Ronde van Polen ·
 RideLondon Classic ·
  BinckBank Tour ·
 Ronde van Spanje ·
 EuroEyes Cyclassics ·
 Bretagne Classic ·
 GP van Quebec ·
 GP van Montreal ·
 Ronde van Lombardije ·
 Ronde van Turkije ·
 Ronde van Guangxi